# Баљио Месина II (Трапани)
Баљио Месина II је насеље у Италији у округу Трапани, региону Сицилија.
Према процени из 2011. у насељу је живело 24 становника. Насеље се налази на надморској висини од 264 м.